# Busy Tone Multiple Access
Busy Tone Multiple Access (BTMA) ist ein Kommunikationsverfahren, das in drahtlosen Netzwerken eingesetzt wird, um die effiziente gemeinsame Nutzung von Kommunikationskanälen zu ermöglichen. Im Gegensatz zu anderen Zugriffsverfahren setzt BTMA auf die Verwendung von speziellen Tönen, den sogenannten „Busy Tones“, um die Belegung eines Kanals zu signalisieren. Diese innovative Technologie minimiert Kollisionen und Interferenzen, was zu einer verbesserten Kanalnutzung und einer gesteigerten Gesamtleistung in drahtlosen Kommunikationssystemen führt.

## Funktionsweise
Die Funktionsweise von Busy Tone Multiple Access (BTMA) basiert auf einem einfachen, aber wirkungsvollen Prinzip, um die gleichzeitige Nutzung von Kommunikationskanälen in drahtlosen Netzwerken zu koordinieren. Hier ist eine grundlegende Erklärung der Funktionsweise:
- Busy Tones erzeugen: Jeder Benutzer, der beabsichtigt, einen Kommunikationskanal zu nutzen, sendet einen speziellen „Busy Tone“ aus. Dieser Ton dient als Signal an andere Benutzer, um anzuzeigen, dass dieser Kanal gerade von einem Gerät verwendet wird.
- Kanalüberwachung: Andere Benutzer in der Umgebung überwachen kontinuierlich die verfügbaren Kanäle auf das Vorhandensein von Busy Tones. Dies geschieht, um herauszufinden, welche Kanäle gerade von anderen Geräten belegt sind und welche frei sind.
- Kanalzugriff: Wenn ein Benutzer einen freien Kanal benötigt, sucht er nach Kanälen ohne aktiven Busy Tone. Sobald ein solcher Kanal gefunden wird, kann der Benutzer ohne Störungen mit der Kommunikation beginnen.
- Kollisionsvermeidung: Durch die Verwendung von Busy Tones wird die Wahrscheinlichkeit von Kollisionen minimiert. Wenn mehrere Benutzer gleichzeitig versuchen, denselben Kanal zu nutzen, können sie die Busy Tones der anderen erkennen und auf einen anderen freien Kanal wechseln, um Kollisionen zu verhindern.
- Dynamische Anpassung: BTMA ermöglicht eine dynamische Kanalzuweisung. Benutzer können ihre Busy Tones aktualisieren, um Änderungen in ihren Kommunikationsbedürfnissen widerzuspiegeln, was eine flexible Kanalnutzung ermöglicht.

Die Effizienz von BTMA liegt in der Früherkennung der Kanalbelegung durch die Busy Tones. Dies reduziert nicht nur Kollisionen, sondern minimiert auch die Verzögerungen bei der Kanalzuweisung, was besonders in zeitkritischen Anwendungen wie Mobilfunknetzen und drahtlosen Sensornetzwerken von Vorteil ist.
Insgesamt ermöglicht die Funktionsweise von BTMA eine effiziente und gerechte Nutzung von Funkkanälen in drahtlosen Netzwerken und trägt dazu bei, die Gesamtleistung und Zuverlässigkeit der drahtlosen Kommunikationssysteme zu verbessern.

## Einsatzbereiche
Busy Tone Multiple Access (BTMA) findet in verschiedenen Einsatzgebieten Anwendung, wo drahtlose Kommunikationssysteme effizient und zuverlässig arbeiten müssen. Einige der Hauptbereiche, in denen BTMA eingesetzt werden kann sind:
- Mobilfunknetze: In Mobilfunknetzen, insbesondere in stark frequentierten Gebieten wie urbanen Umgebungen, kann BTMA dazu beitragen, die Kapazität und Effizienz der Kommunikationskanäle zu maximieren. Dies ermöglicht eine bessere Nutzung des begrenzten Spektrums und eine Reduzierung von Interferenzen.[3]
- Drahtlose Sensornetzwerke: BTMA ist in drahtlosen Sensornetzwerken nützlich, wo Sensoren Daten in Echtzeit sammeln und übertragen. Die Vermeidung von Kollisionen und die effiziente Kanalnutzung sind hier von entscheidender Bedeutung, um die Zuverlässigkeit der Datenübertragung sicherzustellen.
- Industrielle Automatisierung: In industriellen Umgebungen, in denen drahtlose Kommunikation zur Steuerung von Maschinen und Anlagen eingesetzt wird, kann BTMA dazu beitragen, eine zuverlässige und störungsfreie Kommunikation sicherzustellen.
- Ad-hoc-Netzwerke: BTMA kann auch in drahtlosen Ad-hoc-Netzwerken eingesetzt werden, in denen Geräte vorübergehend miteinander kommunizieren, ohne auf eine vorherige Infrastruktur angewiesen zu sein. Dies ist besonders nützlich in Situationen wie Notfalleinsätzen oder militärischen Operationen.[4]
- IoT-Anwendungen: Im Internet der Dinge (IoT) können BTMA-Techniken dazu beitragen, die Effizienz der drahtlosen Kommunikation zwischen IoT-Geräten zu verbessern. Dies ist entscheidend, um die Batterielebensdauer zu verlängern und die Netzwerkkapazität optimal zu nutzen.
- Satellitenkommunikation: In der Satellitenkommunikation kann BTMA verwendet werden, um die Bandbreite von Satellitenkanälen effizienter zu nutzen und Interferenzen zwischen verschiedenen Nutzern oder Nutzlasten zu minimieren.
- WLANs (Wireless Local Area Networks): BTMA-ähnliche Konzepte können in WLANs verwendet werden, um die Kanalzuweisung zu optimieren und die Effizienz in überfüllten Wi-Fi-Umgebungen zu steigern.

In all diesen Einsatzgebieten trägt die Busy Tone Multiple Access-Technologie dazu bei, die Effizienz der drahtlosen Kommunikation zu steigern, die Kapazität zu erhöhen und die Zuverlässigkeit der Netzwerke sicherzustellen.

## Dual Busy Tone Multiple Access (DBTMA)
Dual Busy Tone Multiple Access (DBTMA) ist eine Weiterentwicklung der Busy Tone Multiple Access (BTMA)-Technologie. DBTMA wurde entwickelt, um die Effizienz bei der Nutzung von Kommunikationskanälen in drahtlosen Netzwerken weiter zu steigern und die Leistung zu optimieren. Im Wesentlichen kombiniert DBTMA zwei verschiedene Arten von Busy Tones, um die Kanalzuweisung und -nutzung noch besser zu koordinieren.
Die Funktionsweise von Dual Busy Tone Multiple Access umfasst in der Regel die folgenden Aspekte:
1. Busy Tones für Senden und Empfangen: Im DBTMA-Verfahren verwenden Benutzer nicht nur einen Busy Tone, um anzuzeigen, dass sie senden möchten, sondern auch einen anderen Busy Tone, um anzuzeigen, dass sie empfangsbereit sind. Dies ermöglicht eine differenziertere Signalisierung und Koordination zwischen Senden und Empfangen.
2. Kanalzuweisung: Wenn ein Benutzer bereit ist, zu senden, sendet er den entsprechenden Busy Tone aus, um seinen Kommunikationswunsch anzuzeigen. Andere Benutzer können diesen Ton erkennen und den Kanal entsprechend zuweisen.
3. Kollisionsvermeidung: DBTMA reduziert Kollisionen weiter, da es separate Busy Tones für das Senden und Empfangen gibt. Dies bedeutet, dass Benutzer, die senden möchten, nicht in Konflikt mit Benutzern geraten, die nur empfangen möchten, und umgekehrt.
4. Dynamische Anpassung: Wie bei BTMA ermöglicht DBTMA eine dynamische Anpassung der Busy Tones, um Änderungen in den Kommunikationsanforderungen der Benutzer widerzuspiegeln. Dadurch wird die Flexibilität des Systems weiter erhöht.

DBTMA wurde entwickelt, um die Probleme der Kanalzuweisung und -nutzung in drahtlosen Netzwerken noch effizienter anzugehen und die Gesamtleistung zu steigern. Es ist besonders nützlich in Umgebungen mit hoher Benutzerdichte und kann dazu beitragen, die Kapazität und Zuverlässigkeit von drahtlosen Kommunikationssystemen zu verbessern. Diese Technologie findet Anwendung in verschiedenen drahtlosen Netzwerken, einschließlich Mobilfunknetzen, drahtlosen Sensornetzwerken und drahtlosen Ad-hoc-Netzwerken.

## Busy-Tone Multiple Access with Collision Avoidance and Detection (BTMA/CAD)
Busy-Tone Multiple Access with Collision Avoidance and Detection (BTMA/CAD) ist eine fortschrittliche Technologie, die in drahtlosen Ad-hoc-Netzwerken mit Halbduplex-Radios eingesetzt wird. Diese Technologie integriert Mechanismen zur Kollisionsvermeidung und Kollisionserkennung mithilfe eines einzigen Busy Tones, der über einen orthogonalen Narrowband-Kanal übertragen wird.

### Merkmale von BTMA/CAD
1. Integration von Kollisionsvermeidung und -erkennung: BTMA/CAD kombiniert sowohl Kollisionsvermeidung als auch Kollisionserkennung in einer einzigen Technologie. Dies ermöglicht eine effiziente Koordination der Kanalnutzung.
2. Verwendung eines einzigen Busy Tones: Im Gegensatz zu anderen Systemen, die separate Töne für verschiedene Zwecke verwenden, verwendet BTMA/CAD einen einzigen Busy Tone für die Signalisierung. Dies minimiert den Overhead und verbessert die Effizienz.
3. Anpassung an Ad-hoc-Netzwerke: Die Technologie ist speziell für den Einsatz in drahtlosen Ad-hoc-Netzwerken entwickelt, in denen die Topologie dynamisch ist und sich die Netzwerkknoten ständig ändern können.

### Vorteile von BTMA/CAD gegenüber anderen Zugriffsverfahren
1. Effizienz in verdeckten Terminalszenarien: Ein Hauptvorteil von BTMA/CAD besteht darin, dass es besonders effizient in Netzwerken mit verdeckten Terminals (hidden terminals) ist. In solchen Szenarien, in denen Benutzer nicht direkt miteinander kommunizieren können, ohne Kollisionen zu riskieren, bietet BTMA/CAD eine bessere Durchsatzleistung im Vergleich zu anderen Verfahren wie CSMA und CSMA/CA.
2. Verbesserte Kanalnutzung: BTMA/CAD ermöglicht eine bessere Nutzung des Funkkanals, da es Kollisionen minimiert und die Wahrscheinlichkeit von Datenverlusten verringert.
3. Analytische Modellierung: Die Effizienz von BTMA/CAD wurde mithilfe analytischer Modelle quantitativ bewertet und mit anderen Zugriffsverfahren verglichen. Dies ermöglicht es, die Leistung der Technologie in verschiedenen Netzwerkszenarien vorherzusagen.

Insgesamt zeigt die Einführung von BTMA/CAD, dass diese Technologie eine vielversprechende Lösung für die effiziente Kanalnutzung und Kollisionsvermeidung in drahtlosen Ad-hoc-Netzwerken bietet, insbesondere in Situationen mit verdeckten Terminals. Ihre Integration von Kollisionsvermeidung und -erkennung in einem einzigen Mechanismus trägt dazu bei, die Gesamtleistung dieser Netzwerke erheblich zu verbessern.